# Soir de septembre
Soir de septembre est un tableau réalisé par le peintre français Maurice Denis en 1911. Cette huile sur toile est une idylle qui représente des femmes et des enfants vaquant à leurs loisirs sur une plage. Un groupe au premier plan est occupé par l'allaitement au sein d'un bébé tandis qu'un autre derrière lui joue à un sport de raquette devant des baigneurs nus. La mère est Marthe, l’épouse du peintre, et l’enfant, Dominique, son fils. Achetée en 1914, la peinture est conservée au sein des collections du musée d'Arts de Nantes. Une esquisse se trouve au musée des Beaux-Arts de Brest, à Brest.

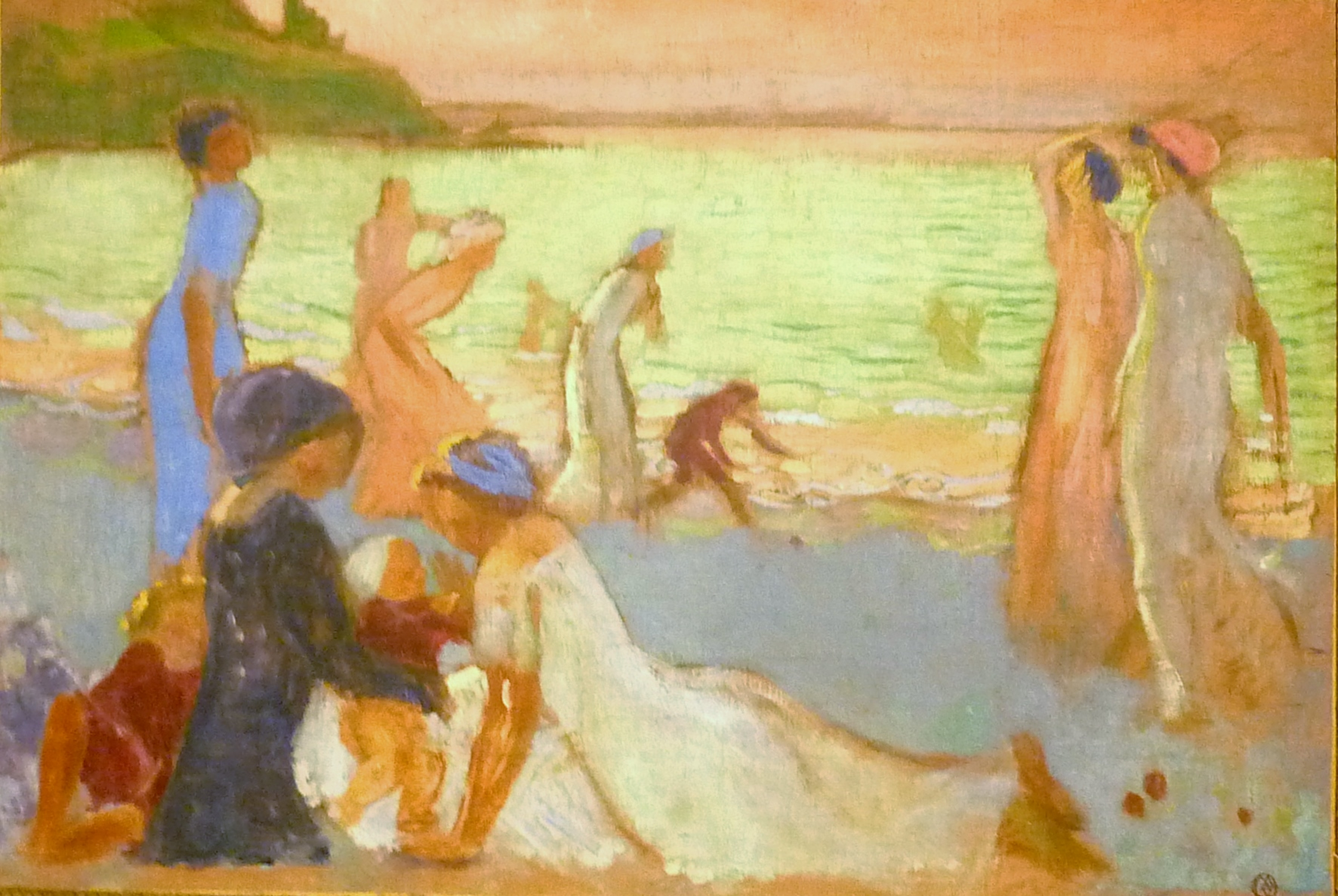
Soir de septembre, musée des Beaux-Arts de Brest, Brest.